# Білинський Ярослав Михайлович
Ярослав Михайлович Білинський (псевдо: «Бистрий»,«Сумний» 1921, с. Товстеньке, тепер Колиндянська сільська громада, Чортківський район, Тернопільська область — 24 квітня 1946, м. Чортків) — український діяч ОУН та УПА.

## Життєпис
Після закінчення Чортківської педагогічної школи 1941 року вчителював на Лановеччині.
У 1941 році вступив в ОУН, працював у відділі пропаганди. В січні 1943 року перебував у селах Осники, Козачки, Молотків Кременецького району. Від лютого 1943 — у загоні УПА командира «Крука».
Навчався з квітня до червня 1943 року у підстаршинській школі у ВО «Богун». Згодом чотовий у сотні «Гордієнка» (літо–осінь 1943)
Від жовтня 1943 — сотенний у курені «Кропиви» (Процюка Василя), того ж місяця його сотня розгромила німецький загін у с. Бариш Чортківського району. 
З листопада 1943 по травень 1944 командир куреня у групі «Кодак» і УПА-Південь. В грудні 1943 року на чолі куреня УПА вирушив у рейд до Умані, однак дійшов тільки до Вінниччини. Військовий референт Кам'янець-Подільської області ОУН і командир Кам'янець-Подільської воєнної округи протягом літа–осені 1944. 
1944),
Згодом за наказом штабу УПА-Південь підпорядкований ВО-3 «Лисоня» УПА-Захід, направлений на територію Гусятинського, Копичинецького і Гримайлівського районів, де сформував новий курінь. 
7 січня 1945 року в бою поблизу с. Босири Чортківського району поранений і потрапив у полон.
12 лютого 1946 року трибунал НКВС засудив його до розстрілу.